# 约翰·彼得·阿尔特吉尔德
约翰·彼得·阿尔特吉尔德（英語：John Peter Altgeld，1847年12月30日—1902年3月12日），美国政治家，美国民主党成员，属民主改革派，曾任伊利诺伊州州长（1893年-1897年）。主要以赦免（1893年6月26日）秣市骚乱（1886年5月4日）中的几名德裔无政府主义分子闻名，在该次骚乱中有7名芝加哥警察被杀。阿尔特吉尔德的父母为德国移民。它在俄亥俄长大，19世纪70年代移居芝加哥。早年写文章对穷人表示同情。后参加民主党，在库克县高级法院任职（1886—1891）。1893年，它认为对参加秣市骚乱的一些人审判不公。这得到劳工首领的赞同，也引起保守派报纸的抗议。一年后，他反对在普尔曼罢工事件中使用联邦军队，向格罗弗·克利夫兰总统提出抗议。1896年竞选连任失败，重操律师业。

## 延伸阅读
- Harry Barnard, Eagle Forgotten:The Life of John Peter Altgeld. Indianapolis, IN: Bobbs-Merrill, 1938.
- Howard Fast, The American: A Middle Western Legend. New York: Duell, Sloan And Pearce, 1946
- Harvey Wish, "Governor Altgeld Pardons the Anarchists," Journal of the Illinois State Historical Society, vol. 31, no. 4 (Dec. 1938), pp. 424–448. In JSTOR （页面存档备份，存于）.
- Harvey Wish, “John Peter Altgeld and the Background of the Campaign of 1896,” Mississippi Valley Historical Review, vol. 24, no. 4 (March 1938), pp. 503–518. in JSTOR （页面存档备份，存于）.
- Harvey Wish, "John Peter Altgeld and the Election of 1896," Journal of the Illinois State Historical Society, vol. 30, no. 3 (Oct. 1937), pp. 353–384. In JSTOR （页面存档备份，存于）.